# DFS Seeadler
Il DFS Seeadler era un idroaliante, ovvero un aliante che era in grado di decollare ed ammarare su una superficie acquatica, progettato da Hans Jacobs e realizzato in Germania dal Deutsche Forschungsanstalt für Segelflug (DFS) negli anni trenta.
Il Seeadler venne collaudato dalla celebre aviatrice tedesca Hanna Reitsch.

## Storia del progetto
Con l'autorizzazione della MIVA, ("Missionary International Vehicular Association"), il 12 novembre 1936, utilizzando come aereo da traino il Dornier Do 12 immatricolato D-INEZ e soprannominato Das fliegende Kreuz, il Seeadler venne portato in volo per la prima volta pilotato dalla celebre aviatrice tedesca Hanna Reitsch.